# Přeskače

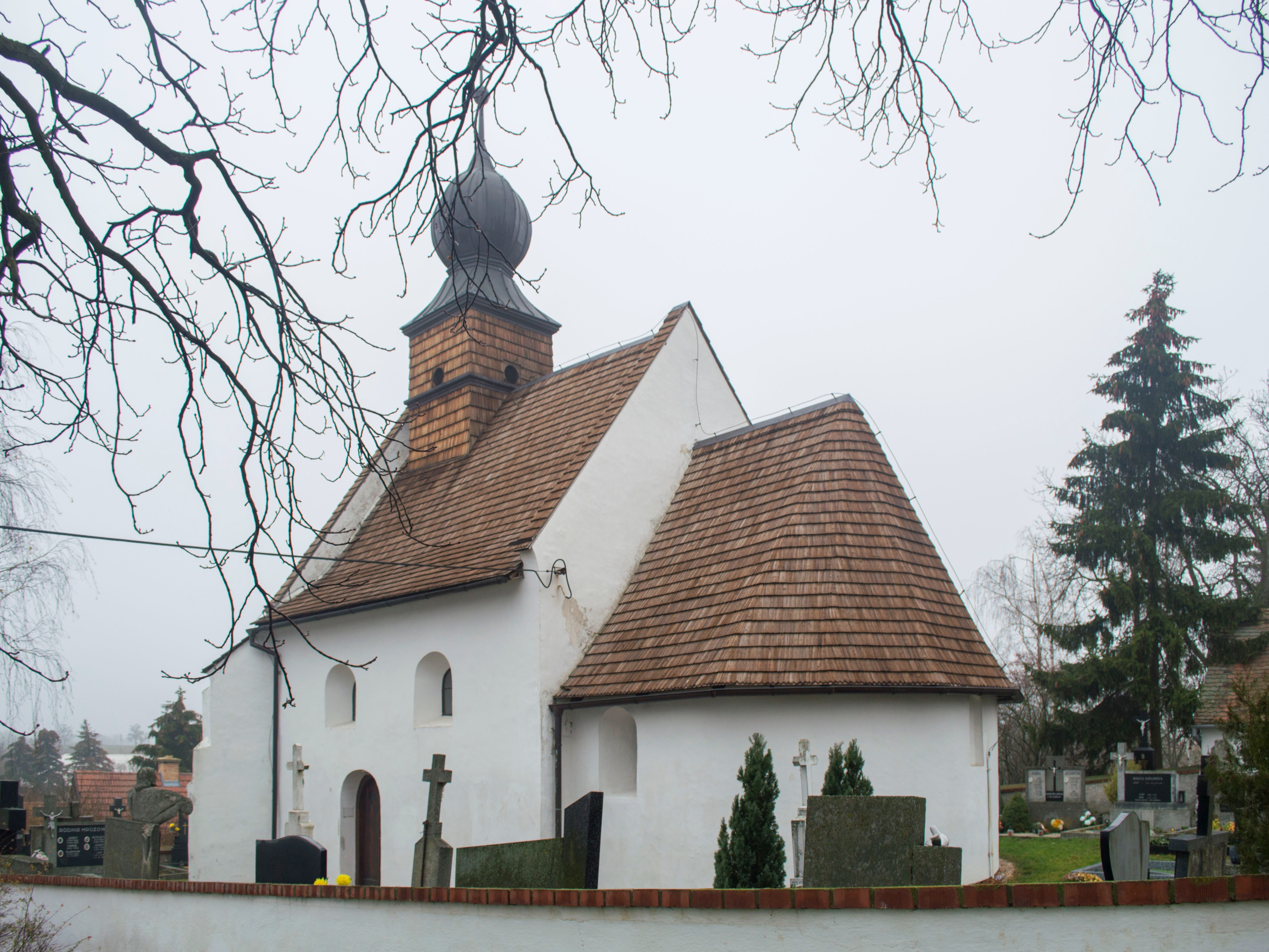
Allerheiligenkirche

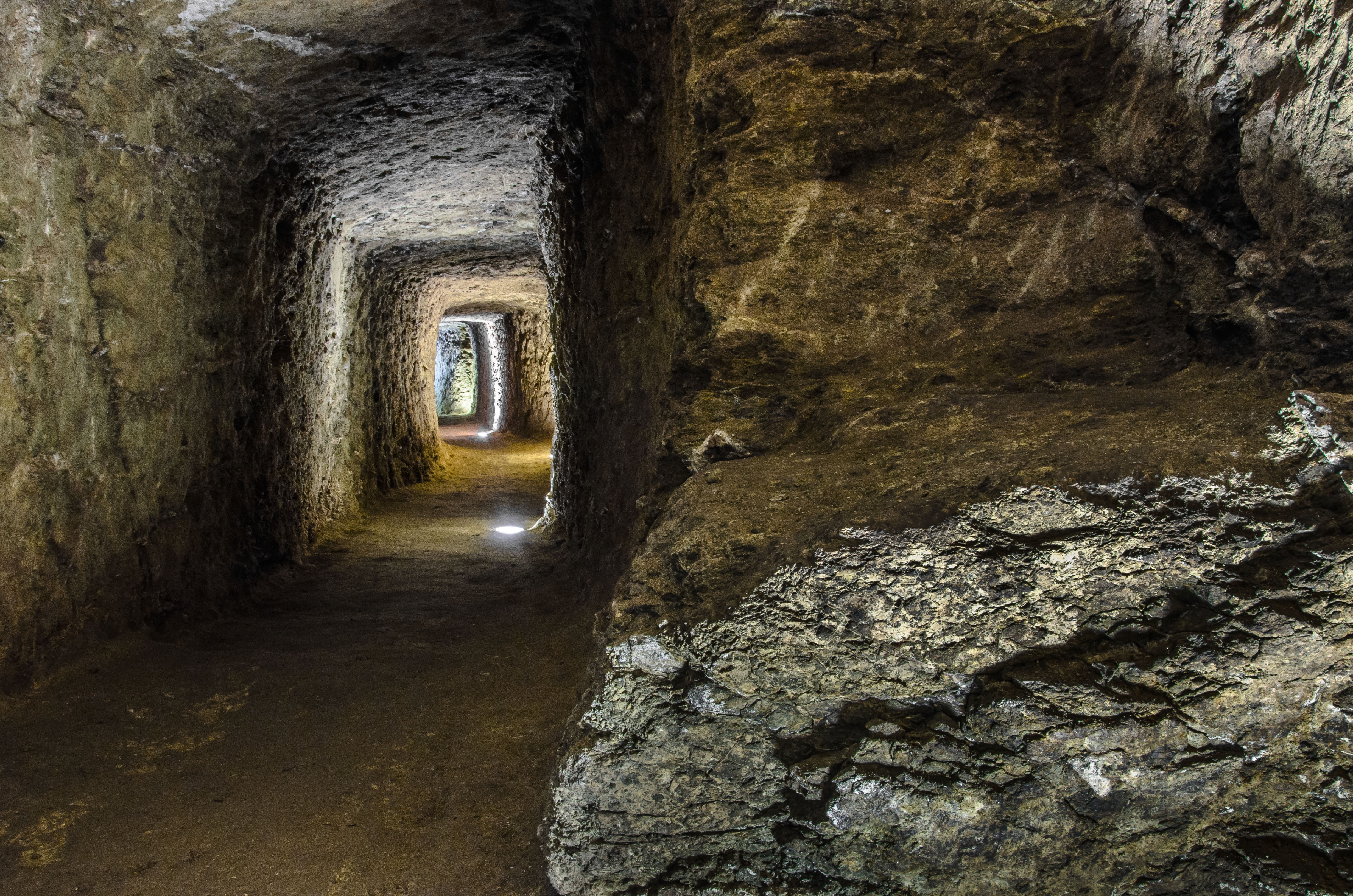
Erdstall von Přeskače

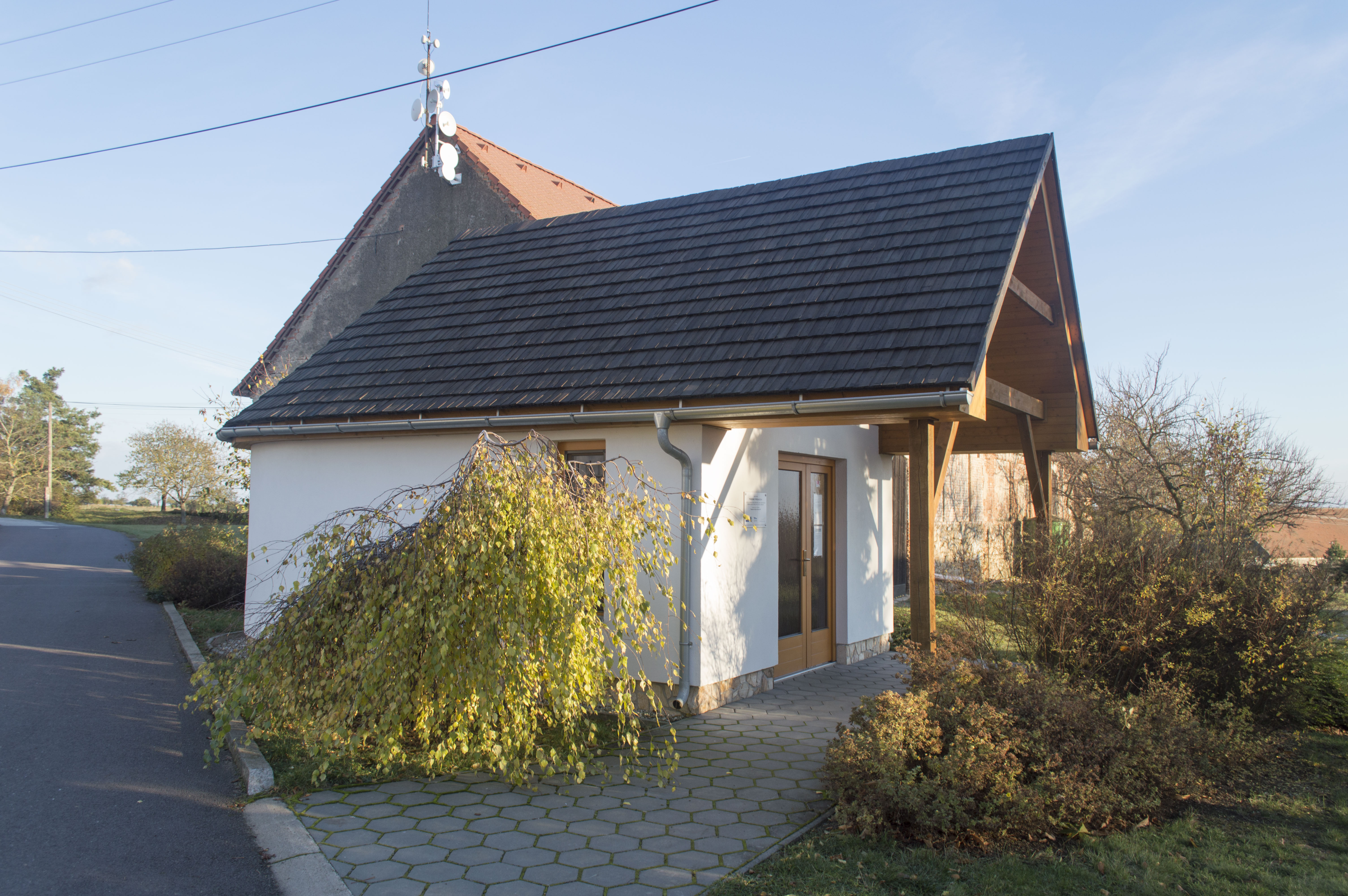
Einstieg in den Erdstall

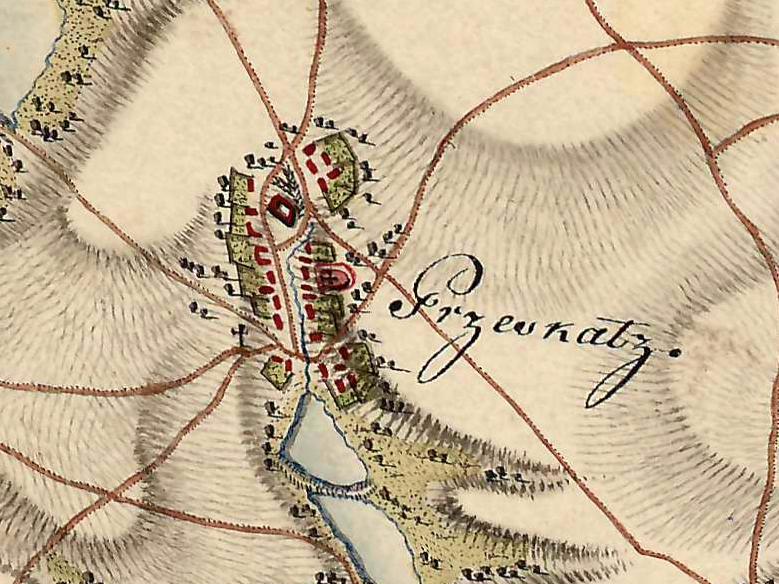
Przeskatz auf der Josephinischen Landesaufnahme

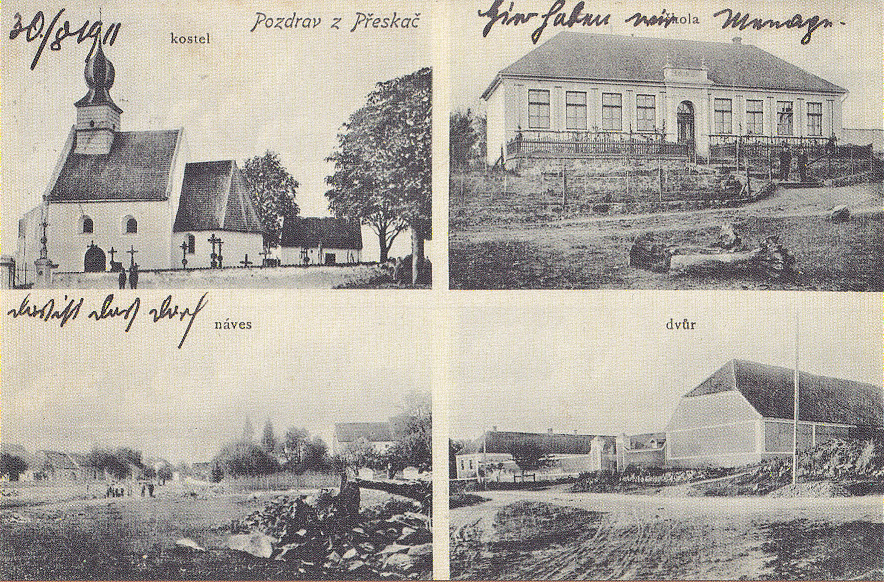
Ansichtskarte von 1911

Přeskače (deutsch Przeskatsch, 1939–1945 Preskatsch) ist eine Gemeinde in Tschechien. Sie liegt 18 Kilometer nördlich von Znojmo und gehört zum Okres Znojmo.

## Geographie
Přeskače befindet sich am Oberlauf des Baches Přeskačský potok auf einer Hochebene der Jevišovická pahorkatina (Jaispitzer Hügelland). Westlich erhebt sich der Chocholač (374 m. n.m.). Durch den Ort verläuft die Staatsstraße II/400 zwischen Višňové und Rozkoš.
Nachbarorte sind Tavíkovice im Norden, Horní Kounice im Nordosten, Karolín, Pustý Zámek und Džbánice im Osten, Medlice im Südosten, Mlýnek und Křepice im Süden, Stupešice und Běhařovice im Südwesten sowie Dobronice, Vilímův Mlýn und Přešovice im Nordwesten.

## Geschichte
Přeskače wurde anhand des Ortsnamens und des Baustils der Kirche vermutlich am Übergang vom 11. zum 12. Jahrhundert gegründet. 
Die erste urkundliche Erwähnung erfolgte im Jahre 1279, als Martin von Přeskač sein aus drei Huben mit Wiesen und Wald bestehendes Erbe an die Johanniterkommende Horní Kounice verkaufte. Da in den ältesten Schriftstücken auch die Bezeichnung Přežíř zu finden ist, bestanden möglicherweise zwei, durch den Bach getrennte Siedlungen, die später verschmolzen.
Um 1350 war Dipold von Přeskač Besitzer des größten Teils des Dorfes; er verkaufte 1358 die Feste Přeskače mit Feldern, Wald, Wiesen und Weiden an Čeněk von Leipa. Um 1360 veräußerte Dipold einen Freihof mit drei Gehöften an Heinrich von Vöttau, kaufte ihn aber bereits 1364 zurück und überschrieb ihn dem Markgrafen Johann Heinrich, von dem er ihn als erblichen Lehen zurückerhielt. Einen weiteren Freihof veräußerte 1398 Herka, die Witwe des Blahon von Přeskač, an Johann Panowka von Ribny. 1412 verkaufte Johann von Taikowitz einen Freihof in Přeskač an Laurenz Skawra von Přeskač. Nach 1437 erwarben die Besitzer des Gutes Taikowitz den größten Teil von Přeskač. Während des böhmisch-ungarischen Krieges beschlagnahmte der ungarische König Matthias Corvinus im Jahre 1468 das Ludwig von Taikowitz, einem Anhänger Georg von Podiebrads, gehörige Dorf Přeskač und schenkte es der Stadt Znaim, die es jedoch nicht lange halten konnte. Heinrich von Leipa auf Krumlov verkaufte 1498 seine zwei Huben in Přeskač, mit denen Bohuš Talafous von Říčan belehnt war, seinem Burghauptmann Sigmund Walecky von Mírov. Im Jahre 1505 überließ Johann von Weitmühl zusammen mit dem Gut Horní Kounice auch sieben Insassen und das Pfarrpatronat in Přeskač seiner Schwägerin Anna von Kamenná Hora, die den Besitz 1517 an Sebastian von Weitmühl verkaufte.
Als im Jahre 1608 das Gut Taikowitz aus dem überschuldeten Nachlass des Georg Christoph Teuffel von Gundersdorf an Georg Hoditzky von Hoditz auf Platsch verkauft wurde, gehörte das gesamte Dorf Přeskač wieder zu Taikowitz. Hoditzkys Witwe Maria Anna, geborene von Náchod, verkaufte das Gut Taikowitz mit allem Zubehör 1629 an Andreas Freiherr von Ostešow; dabei wurde letztmals eine Pfarrei in Přeskač erwähnt. Die Freiherren von Ostešow hielten das Gut bis 1679, danach folgten zahlreiche Besitzerwechsel. 1738 erwarb Georg Gottfried von Koch das Gut Taikowitz. Ein Meierhof in Přeskač wurde 1781 aufgehoben. 1790 wurde der Besitz des überschuldeten Hofrates Gottfried von Koch versteigert, neuer Besitzer der Herrschaft Taikowitz wurde der k.k. General Friedrich Landgraf zu Fürstenberg. Im Jahre 1804 lebten in den 30 Häusern des Dorfes 150 Personen. 1815 erwarb die Witwe Josepha von Fürstenberg, geborene Gräfin von Žerotin, die Herrschaft von ihren Miterben. 
Im Jahre 1834 bestand das im Znaimer Kreis gelegene Dorf Přeskatsch bzw. Přezkače aus 34 Häusern mit 199 Einwohnern. Haupterwerbsquelle bildete die Landwirtschaft. Im Ort gab es die der Pfarrei Biharzowitz als Tochterkirche unterstellte und von einem Friedhof umgebene Allerheiligenkirche sowie einen Meierhof am nördlichen Ortsrand. Der Amtsort war Taikowitz. Wegen des im Winter beschwerlichen Schulweges nach Biharzowitz wurde 1835 in Přeskatsch eine Winterschule eingerichtet; der Unterricht erfolgte in den Fächern Lesen, Schreiben und Rechnen durch schriftkundige Einwohner ohne jegliche Ausbildung für das Lehramt in verschiedenen Privathäusern. Bis zur Mitte des 19. Jahrhunderts blieb Přeskatsch der Allodialherrschaft Taikowitz untertänig. 
Nach der Aufhebung der Patrimonialherrschaften bildete Přeskač / Przeskatsch ab 1849 einen Ortsteil des Marktes Běhařovice im Gerichtsbezirk Kromau. Im Jahre 1867 löste sich Přeskač von Běhařovice los. Ab 1869 gehörte die Gemeinde zum Bezirk Mährisch Kromau. Zu dieser Zeit hatte Přeskač 196 Einwohner und bestand aus 34 Häusern. Die Winterschule wurde 1871 wegen der unzureichenden Unterrichtsqualität wieder abgeschafft. Wegen der Überfüllung der Schule in Běhařovice forderten die Gemeindevertreter von Přeskače 1889 die Einrichtung einer eigenen Dorfschule. Als dem Gesuch nicht stattgegeben wurde, überzeugte der Pfarrer Paul Graf Huyn den Gutsbesitzer davon, die von Kinderlosen bewohnten Wohnungen an kinderreiche Familien zu vermieten, um die Zahl der Kinder im Dorf zu erhöhen. Im Jahre 1896 wurde Přeskač dem Gerichtsbezirk Hrottowitz zugeordnet. Um die Jahrhundertwende wurde der tschechische Ortsname in Přeskače geändert. Im Jahre 1900 lebten in Přeskače 206 Personen; 1910 waren es 239. Nachdem die erforderliche Schülerzahl erreicht war, eröffnete 1905 eine Dorfschule in Přeskače. Nach dem Ersten Weltkrieg zerfiel der Vielvölkerstaat Österreich-Ungarn, Přeskače wurde 1918 Teil der neu gebildeten Tschechoslowakischen Republik. Beim Zensus von 1921 lebten in den 40 Häusern der Gemeinde 216 Personen, davon 212 Tschechen. 1930 bestand Přeskače aus 43 Häusern und hatte 220 Einwohner. Im selben Jahre wurde die Elektrifizierung des Dorfes abgeschlossen. Nach der deutschen Besetzung wurde die Gemeinde 1939 in den Kreis Mährisch Budwitz umgegliedert; bis 1945 gehörte Přeskače / Preskatsch zum Protektorat Böhmen und Mähren. Nach dem Ende des Zweiten Weltkrieges erfolgte die Wiederherstellung der alten Bezirksstrukturen. Im Jahre 1950 hatte Přeskače nur noch 170 Einwohner. Im Zuge der Aufhebung des Okres Moravský Krumlov wurde Přeskače 1949 dem Okres Moravské Budějovice zugeordnet. Die Schule wurde 1959 geschlossen und die Kinder nach Běhařovice bzw. Višňové umgeschult. Nach der Auflösung des Okres Moravské Budějovice kam die Gemeinde 1960 zum Okres Znojmo. 1964 erfolgte die Eingemeindung nach Tavíkovice. Im Jahre 1990 löste sich Přeskače wieder von Tavíkovice los und bildete eine eigene Gemeinde. 1996 erhielt Přeskače eine öffentliche Wasserversorgung, drei Jahre später wurden die Häuser an die Gasversorgung angeschlossen. Beim Zensus von 2001 lebten in den 47 Häusern von Přeskače 101 Personen. 2004–2005 erfolgte der Bau einer Kanalisation und Kläranlage, dabei wurde der Erdstall entdeckt.

## Sehenswürdigkeiten
- Allerheiligenkirche, der spätromanische Bau entstand wahrscheinlich am Übergang vom 11. zum 12. Jahrhundert als Begräbniskirche und war ursprünglich dem hl. Wenzel geweiht. Zwischen 1505 und 1629 war sie eine Pfarrkirche. Im Jahre 1829 wurde die baufällige Kirche mit Unterstützung von Wohltätern von der Gemeinde instand gesetzt.
- Mittelalterlicher Erdstall (Přeskačské podzemí) aus dem 14. Jahrhundert. Er wurde 2004 beim Bau der Abwasserleitung entdeckt und 2009 öffentlich zugänglich gemacht.
- Gusseisernes Kreuz an der Kirche, errichtet 1866